# Seven Brides for Seven Brothers
Seven Brides for Seven Brothers é uma comédia musical estadunidense de 1954, dirigido por Stanley Donen.
É considerado um dos musicais mais viris da história do cinema e um dos clássicos do gênero. Conta a história de sete irmãos solteiros vivendo e trabalhando juntos em seu rancho nas montanhas. Quando o mais velho deles arranja uma noiva, inicia uma reação nos outros irmãos que não querem ficar para trás e resolvem também arrumar uma companheira. A história tem por base a clássica passagem da mitologia grega do rapto das Sabinas. As danças são coreografadas por Michael Kidd e a trilha sonora composta pela dupla Gene dePaul e Johnny Mercer, ganhadora de um Oscar.

## Sinopse
Adam, o mais velho de sete irmãos, vai para a cidade, depois do final do inverno, para comprar milho, utensílios para a fazenda e para arrumar uma esposa. Ele convence Milly, que trabalha no bar local, a casar-se com ele no mesmo dia. Depois Adam leva a noiva para seu lar, nas montanhas que circundam a cidade. Só então Milly descobre que Adam tem seis irmãos, todos eles vivendo na cabana. Milly precisa de muito tempo e paciência para "domar" os cunhados rústicos e brutamontes, que querem, a todo custo, seguir os passos do irmão e conseguir uma mulher para si próprios. Então, após ler sobre o mito do Rapto das Sabinas pelos romanos, Adam desenvolve uma solução criativa para a solidão dos irmãos: raptar as mulheres que desejarem.

## Elenco
- Howard Keel .... Adam Pontipee
- Jane Powell .... Milly
- Russ Tamblyn .... Gideon Pontipee
- Julie Newmar .... Dorcas Gailen
- Jeff Richards ..... Benjamin Pontipee
- Tommy Rall .... Frank Pontipee
- Marc Platt .... Dan Pontipee
- Matt Mattox .... Caleb Pontipee
- Jacques d'Amboise .... Ephraim Pontipee
- Nancy Kilgas .... Alice Elcott
- Betty Carr .... Sarah Kine
- Virginia Gibson .... Liza
- Ruta Lee .... Ruth Jebson (creditada como Ruta Kilmonis)
- Norma Doggett .... Martha
- Ian Wolfe .... reverendo Elcott

## Principais prêmios e indicações
Oscar 1955 (EUA)
- Venceu na categoria de melhor trilha sonora para filme musical
- Indicado nas categorias de melhor filme, melhor roteiro, melhor fotografia colorida e melhor edição.

BAFTA 1955 (Reino Unido)
- Indicado na categoria de melhor filme.